# Delphinium gubanovii
Delphinium gubanovii är en ranunkelväxtart som beskrevs av N.V. Frizen. Delphinium gubanovii ingår i släktet storriddarsporrar, och familjen ranunkelväxter. Inga underarter finns listade i Catalogue of Life.